# Аграхара
Аграхара — земельне володіння в середньовічних державах Індії. Надавалося одній чи кільком особам за державні, благодійні чи релігійні заслуги. Власниками аграхар найчастіше були брахмани чи члени військово-землеробських каст. Аграхара зазвичай складалася з одного села. Володіння нею не зобов'язувало до державної служби чи сплати податків. Якщо власників було багато то вони утворювали своєрідну громаду яка періодично розподіляла за певними частками спільний доход з села чи землі. Окремі частки були спадковими й могли відчуджуватися. Аграхара була поширена в Індії з давнини і до англійського завоювання в середині XVIII століття.